# Ruisseauville
Ruisseauville település Franciaországban, Pas-de-Calais megyében. Lakosainak száma 208 fő (2022. január 1.). Ruisseauville Coupelle-Neuve, Azincourt, Avondance, Canlers, Créquy, Fruges és Planques községekkel határos.

## Népesség
A település népessége az elmúlt években az alábbi módon változott:
| Lakosok száma | 187  | 194  | 203  | 199  | 201  | 203  | 204  | 204  | 208  |
|               | 2013 | 2015 | 2016 | 2017 | 2018 | 2019 | 2020 | 2021 | 2022 |